# رستي شامبرز
رستي شامبرز (بالإنجليزية: Rusty Chambers)‏ هو لاعب كرة قدم أمريكية أمريكي، ولد في 12 نوفمبر 1953 في أميت في الولايات المتحدة، وتوفي في 1 يوليو 1981.

## وصلات خارجية
- رستي شامبرز على موقع مرجع كرة القدم المحترفة.كوم (الإنجليزية)